# Cynotilapia afra

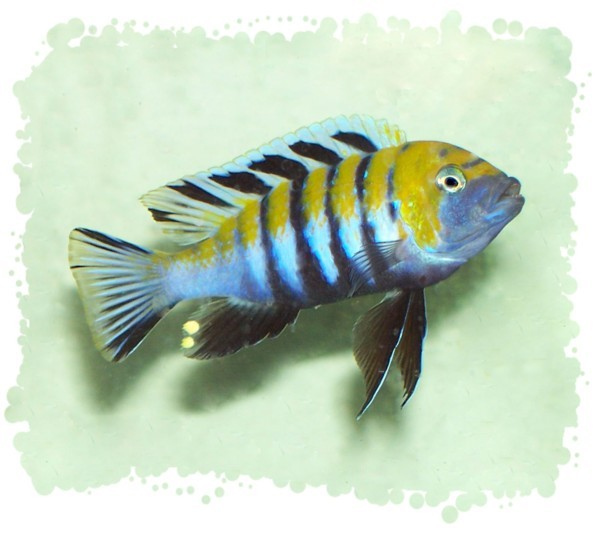
Cynotilapia afra đực

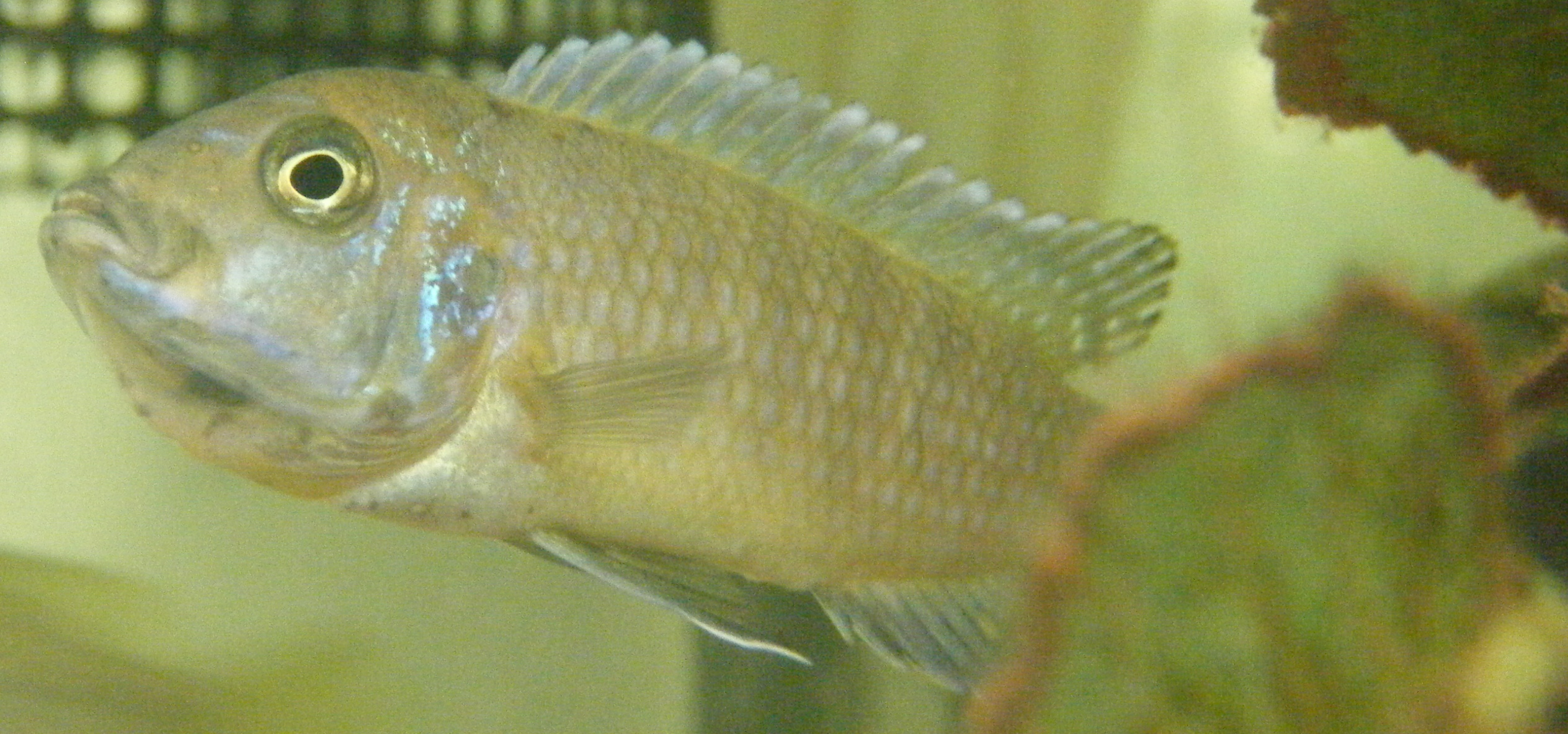
Cynotilapia afra cái

Cynotilapia afra (còn được gọi bằng những cái tên khác là the afra cichlid hay dogtooth cichlid) là một loài nhỏ của nhóm cá hoàng đế của Hồ Malawi ở Đông Phi. Nơi người ta tìm thấy chúng trong môi trường nhiều đá.
Tên loài gần như dịch là cichlid dogtooth (cá hoàng đế răng chó) (do đó tên phổ biến của nó) vì theo mô tả, nó có răng sắc nhọn, hình nón một đỉnh độc đáo. Chúng thích độ pH 7,5–8,5 và nhiệt độ từ 23–27 °C.

## Đặc điểm
Afra cichlid có thân hình thon dài với các sọc màu xanh dương và sọc đen. Tuy nhiên, tùy thuộc vào khu vực mà nó ở mà có nhiều kiểu hình khác nhau, ví dụ, con đực từ Cobue (thường thấy có tên là Kobwe hoặc Cobwe) được thể hiện trong hình kế bên. Còn con đực từ Jalo Reef cho thấy không có màu vàng trong cơ thể nhưng có một vây lưng màu vàng sậm. Các cá thể khác thì không có màu vàng nào cả. Con đực có thể lớn tới 10 cm, con cái thường nhỏ hơn một chút. Giống như hầu hết các loài cá hoàng đế khác từ hồ Malawi, chúng giữ và chăm sóc con non bằng miệng. Con đực bảo vệ lãnh thổ, chủ yếu là các hốc đá và ăn tảo, vi sinh vật trên những tảng đá đó. Còn những con cái thì tập trung ở tầng nước giữa và ăn các sinh vật phù du.
Tuy cùng một loài, nhưng chúng có nhiều màu sắc khác nhau do đến từ nhiều khu vực khác nhau. Vì thế, để dễ phân biệt, chúng được đặt những cái tên để phân biệt màu sắc: Chewere, Chinuni, Chitande, Chuanga, Likoma, Lumbila, Lundu, Lupingu, Mbenji, Metangula, Minos Reef, Msobo, Ndumbi, Njambe, Nkhata Bay và Nkolongwe.

## Trong bể cá
Do là một loài cá hung hăng, vì thế nên tránh trường hợp nuôi một con đực chung với một loài tương tự với nó hay nuôi hai con trong một bể. Hoặc nếu muốn, ta có thể nuôi thêm những con cái khác và trong một bể rộng.